# Северо-восточный университет Иллинойса

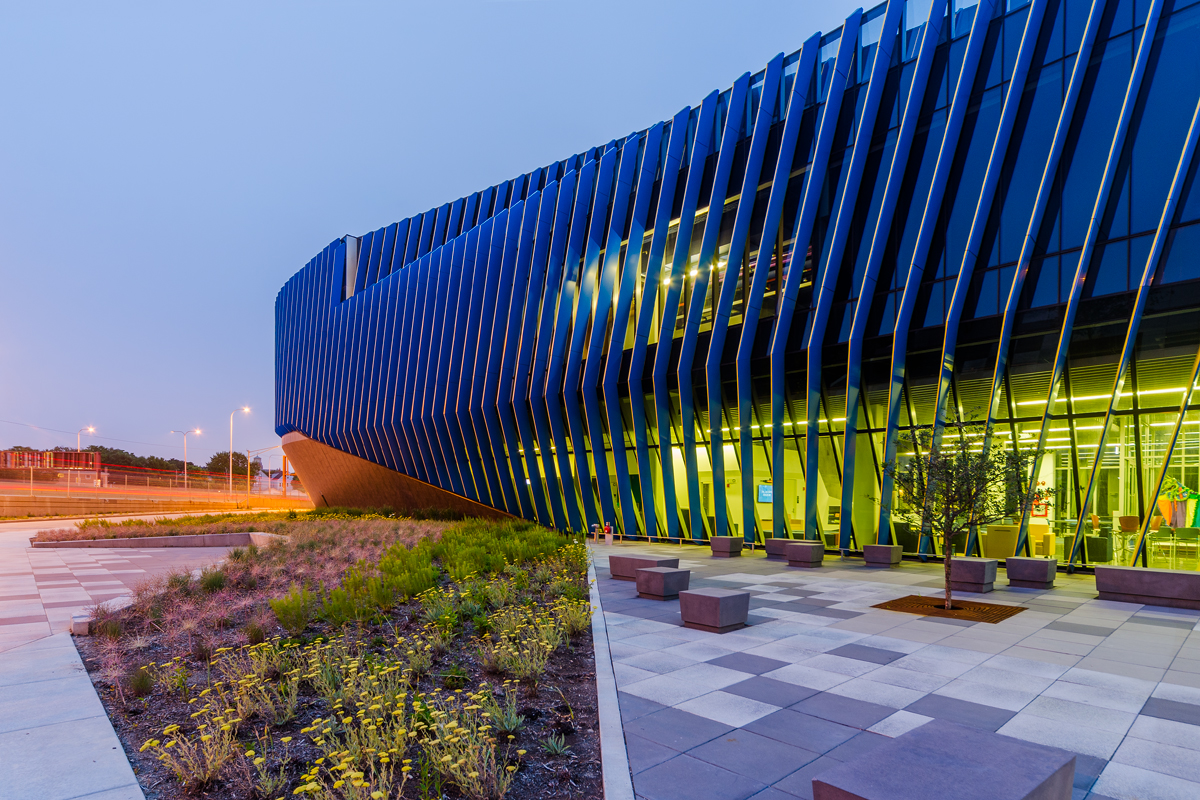
Один из кампусов университета

Северо-восточный университет Иллинойса (англ. Northeastern Illinois University, сокр. NEIU) — американский государственный университет в Чикаго, штат Иллинойс.
Является Учреждением обслуживающим латиноамериканцев. У университета имеется одна из старейших общественных FM-радиостанций WZRD.

## История
В 1867 году в Чикаго основана Нормальная школа округа Кук (Cook County Normal School) для подготовки учителей начальной и средней школы. Сменив несколько раз своё название, в 1938 году это учебное заведение получило название Чикагский педагогический колледж (Chicago Teachers College). В 1949 году Чикагский педагогический колледж учредил свой филиал, который назвал Чикагский педагогический колледж (Северная сторона) (Chicago Teachers College (North Side)). В 1961 году колледж переехала на нынешнее место в чикагском районе Норт-Парк, а в 1965 году сменил своё название на Педагогический колледж Иллинойса: Север Чикаго (Illinois Teachers' College: Chicago North), и контроль над ним перешёл в ведение штата Иллинойс.
В 1967 году Законодательное собрание штата Иллинойс убрало название «педагогический колледж» из всех колледжей и университетов штата; новое имя учебного заведения стало Северо-восточный колледж штата Иллинойс (Northeastern Illinois State College). В 1971 году колледжу был присвоен статус университета, и он стал называться Северо-восточный университет Иллинойса. Только в январе 1996 года университет учредил собственный Попечительский совет.

## Деятельность
Северо-восточный университет Иллинойса имеет три академических подразделения:
- College of Arts and Sciences
- College of Business and Management
- Daniel L. Goodwin College of Education

Президентами учебного заведения с момента присвоения ему статуса университета были:
- 1971—1973 − Jerome M. Sachs
- 1973—1976 − James Mullen
- 1976 − William Lienemann
- 1976—1985 − Ronald Williams
- 1986—1995 − Gordon H. Lamb
- 1995—2007 − Salme Harju Steinberg
- 2007—2016 − Sharon K. Hahs
- 2016—2018 − Richard J. Helldobler
- 2018 − Wamucii Njogu

С 2018 года по настоящее время президентом является доктор Глория Гибсон (Gloria Gibson).
Среди выпускников вуза были: политики Мария Антония Берриос и Боб Биггинс, писательница Ана Кастильо, журналист Боб Джордан, музыкант Тим Макилрот, актёр Джон Панкоу и другие.